# Grote Prijs van de Etruskische Kust 2016
De 21e editie van de wielerwedstrijd Grote Prijs van de Etruskische Kust werd gehouden op 7 februari 2016. De start was in San Vincenzo, de finish in Donoratico. De wedstrijd maakte deel uit van de UCI Europe Tour 2016, in de categorie 1.1. De wedstrijd werd gewonnen door de Sloveen Grega Bole, die Manuel Belletti opvolgde op de erelijst.

## Deelnemende ploegen
| WorldTour     | ProContinentaal             | Continentaal            | Nationaal |
| ------------- | --------------------------- | ----------------------- | --------- |
| Lampre-Merida | Androni Giocattoli-Sidermec | D'Amico Bottecchia      | Italië    |
|               | Bardiani CSF                | GM Europa Ovini         |           |
|               | Nippo-Vini Fantini          | Norda-MG. K Vis         |           |
|               | Southeast-Venezuela         | Unieuro Wilier          |           |
|               | Gazprom-RusVelo             | Amore & Vita-Selle SMP  |           |
|               |                             | Christina Jewelry       |           |
|               |                             | Cycling Academy         |           |
|               |                             | Felbermayr Simplon Wels |           |
|               |                             | Meridiana Kamen         |           |
|               |                             | Minsk CC                |           |
|               |                             | Tirol                   |           |

## Uitslag
| Plaats  | Naam               | Ploeg                       | Tijd     |
| ------- | ------------------ | --------------------------- | -------- |
| Winnaar | Grega Bole         | Nippo-Vini Fantini          | 4u40'36" |
| 2       | Francesco Gavazzi  | Androni Giocattoli-Sidermec | z.t.     |
| 3       | Diego Ulissi       | Lampre-Merida               | z.t.     |
| 4       | Andrea Fedi        | Southeast-Venezuela         | z.t.     |
| 5       | Giulio Ciccone     | Bardiani CSF                | z.t.     |
| 6       | Igor Bojev         | Gazprom-RusVelo             | z.t.     |
| 7       | Matteo Busato      | Southeast-Venezuela         | z.t.     |
| 8       | Edoardo Zardini    | Bardiani CSF                | z.t.     |
| 9       | Stefan Schumacher  | Christina Jewelry           | z.t.     |
| 10      | Stephan Rabitsch   | Felbermayr Simplon Wels     | z.t.     |
| 11      | Alessandro Tonelli | Bardiani CSF                | z.t.     |
| 12      | Davide Viganò      | Androni Giocattoli-Sidermec | + 11"    |
| 13      | Simone Consonni    | Italië                      | + 18"    |
| 14      | Enrique Sanz       | Southeast-Venezuela         | z.t.     |
| 15      | Pierpaolo De Negri | Nippo-Vini Fantini          | z.t.     |
| 16      | Markus Eibegger    | Felbermayr Simplon Wels     | z.t.     |
| 17      | Pierpaolo Ficara   | Amore & Vita-Selle SMP      | z.t.     |
| 18      | Luca Chirico       | Bardiani CSF                | z.t.     |
| 19      | Alex Turrin        | Unieuro Wilier              | z.t.     |
| 20      | Mamyr Stasj        | Gazprom-RusVelo             | z.t.     |

1997 · 1998 · 1999 · 2000 · 2001 · 2002 · 2003 · 2004 · 2005 · 2006 · 2007 · 2008 · 2009 · 2010 · 2011 · 2012 · 2013 · 2014 · 2015 · 2016 · 2017
Etappewedstrijden

 Ster van Bessèges · 
 Ronde van Valencia · 
 La Méditerranéenne · 
 Ronde van de Algarve · 
 Ruta del Sol · 
 Ronde van de Haut-Var · 
 Ronde van de Provence · 
 Driedaagse van West-Vlaanderen · 
 Internationale Wielerweek · 
 Internationaal Wegcriterium · 
 Driedaagse van De Panne-Koksijde · 
 Ronde van de Sarthe · 
 Ronde van Castilië en León · 
 Ronde van Trentino · 
 Ronde van Kroatië · 
 Ronde van Turkije · 
 Ronde van Yorkshire · 
 Ronde van Asturië · 
 Ronde van Azerbeidzjan · 
 Vierdaagse van Duinkerke · 
 Ronde van Madrid · 
 Ronde van Picardië · 
 Ronde van Cova da Beira · 
 Ronde van Noorwegen · 
 World Ports Classic · 
 Ronde van België · 
 Ronde van Estland · 
 Ronde van Luxemburg · 
 Boucles de la Mayenne · 
 Ster ZLM Toer · 
 Ronde van Slovenië · 
 Ronde van Oostenrijk · 
 Sibiu Cycling Tour · 
 Ronde van Rhône Alpes-Valromey · 
 Ronde van Wallonië · 
 Ronde van Denemarken · 
 Ronde van Portugal · 
 Ronde van Burgos · 
 Ronde van Gévaudan Languedoc-Roussillon · 
 Ronde van de Ain · 
 Ronde van Tsjechië · 
 Arctic Race of Norway · 
 Ronde van de Limousin · 
 Ronde van Poitou-Charentes · 
 Tour des Fjords · 
 Ronde van Groot-Brittannië · 
 Ronde van Toscane · 
 Eurométropole Tour
Eendaagse wedstrijden

 Trofeo Felanitx-Ses Salines-Campos-Porreres · 
 Trofeo Pollença-Port de Andratx · 
 Trofeo Serra de Tramuntana · 
 Trofeo Playa de Palma-Palma · 
 GP La Marseillaise · 
 Grote Prijs van de Etruskische Kust · 
 Ronde van Murcia · 
 Clásica de Almería · 
 Trofeo Laigueglia · 
 Omloop Het Nieuwsblad · 
 Classic Sud Ardèche · 
 GP Lugano · 
 Kuurne-Brussel-Kuurne · 
 La Drôme Classic · 
 Le Samyn · 
 Strade Bianche · 
 GP Industria & Artigianato · 
 Ronde van Drenthe · 
 Nokere Koerse · 
 GP Nobili Rubinetterie · 
 Handzame Classic · 
 Classic Loire-Atlantique · 
 Grote Prijs van Cholet-Pays de Loire · 
 Dwars door Vlaanderen · 
 Route Adélie de Vitré · 
 Grote Prijs Miguel Indurain · 
 Volta Limburg Classic · 
 Ronde van La Rioja · 
 Parijs-Camembert · 
 Scheldeprijs · 
 Klasika Primavera · 
 Brabantse Pijl · 
 GP Denain · 
 Ronde van de Finistère · 
 Ronde van de Apennijnen · 
 Tro-Bro Léon · 
 La Roue Tourangelle · 
 Rund um den Finanzplatz Eschborn-Frankfurt · 
 Velothon Wales · 
 Grote Prijs van de Somme · 
 Grote Prijs van Plumelec · 
 Boucles de l'Aulne  · 
 Velothon Berlin · 
 GP Kanton Aargau · 
 Ronde van Keulen · 
 Ronde van Limburg · 
 Velothon Copenhagen · 
 Halle-Ingooigem · 
 GP Cerami · 
 Velothon Stuttgart · 
 Prueba Villafranca de Ordizia · 
 Rad am Ring · 
 Circuito de Getxo · 
 RideLondon Classic · 
 Polynormande · 
 Dwars door het Hageland · 
 Arnhem-Veenendaal Classic · 
 GP Jef Scherens · 
 GP Stad Zottegem · 
 Druivenkoers Overijse · 
 Schaal Sels · 
 Brussels Cycling Classic · 
 GP Fourmies · 
 Velothon Stockholm · 
 Ronde van de Doubs · 
 GP van Wallonië · 
 Coppa Bernocchi · 
 Coppa Agostoni · 
 Kampioenschap van Vlaanderen · 
 Grote Prijs Impanis-Van Petegem · 
 Memorial Marco Pantani · 
 GP van Isbergues · 
 GP Industria & Commercio di Prato · 
 Coppa Sabatini · 
 Ronde van Emilia · 
 Duo Normand · 
 GP Beghelli · 
 Ronde van de Drie Valleien · 
 Milaan-Turijn · 
 Ronde van Piemonte · 
 Ronde van de Vendée · 
 Ronde van het Münsterland · 
 Binche-Chimay-Binche · 
 Parijs-Bourges · 
 Parijs-Tours · 
 Nationale Sluitingsprijs